# 1999, 면회
"1999, 면회"(Sunshine Boys)는 2013년 개봉한 대한민국의 영화이다.

## 줄거리
상원, 승준, 민욱은 고교시절 절친 3인방이었으나, 졸업 후 1년이 지난 지금은 좀 소원한 사이다. 상원만 대학에 가고, 승준은 재수생, 민욱은 군인이 되어 처지가 너무 달라져버렸기 때문이다. 그러던 연말 어느 날, 승준과 상원은 집안형편 때문에 자원입대한 친구 민욱을 만나러 강원도 철원으로 떠난다. 우여곡절 끝에 부대에 도착하지만, 승준은 면회시간이 다가오자 자꾸 상원의 눈치만 살핀다. 승준은 민욱의 여자친구 ‘에스더’가 부탁한 이별편지를 민욱에게 전해줘야 했던 것. 결국 둘은 에스더의 편지를 숨기고, 친구 민욱을 위해 몸과 마음과 돈을 바쳐 1박2일을 헌신하기로 결심한다. 그러나 세상물정 모르는 스무 살 세 친구들에게 묘령의 한 여자가 나타나고, 잠자고 있던 그들의 본능이 꿈틀대기 시작한다.

## 출연
- 김창환 - 민욱 역
- 심희섭 - 상원 역
- 안재홍 - 승준 역
- 김꽃비 - 미연 역